# Izabella Karska-Basta
Izabella Celina Karska-Basta (ur. 31 stycznia 1973 w Krynicy-Zdrój) – polska okulistka, doktor habilitowany nauk medycznych, adiunkt Katedry Okulistyki Collegium Medicum Uniwersytetu Jagiellońskiego.

## Życiorys
Pochodzi z rodziny o tradycjach lekarskich (jest trzecim pokoleniem w tym zawodzie w swojej rodzinie). Jej dziadek pracował w Klinice Ginekologiczno-Położniczej Uniwersytetu Jana Kazimierza we Lwowie.
Dyplom lekarski uzyskała w 1998 roku na Wydziale Lekarskim Collegium Medicum Uniwersytetu Jagiellońskiego (CM UJ) i na tej uczelni pozostała uzyskując kolejne awanse akademickie. W 2000 roku została zatrudniona w Katedrze Okulistyki CM UJ, gdzie w 2006 roku ukończyła specjalizację w zakresie okulistyki. W 2001 została zatrudniona także w Klinice Okulistyki i Onkologii Okulistycznej CM UJ. 
Studia doktoranckie odbyła w Katedrze Endokrynologii i Płodności CM UJ. Doktoryzowała się na macierzystej uczelni w 2011 roku na podstawie pracy pt. Właściwości sieci fibrynowej u pacjentów z niedrożnością żył siatkówki (promotorem doktoratu była prof. Anetta Undas). Po doktoracie awansowała w 2012 roku na pozycję adiunkta Katedry Okulistyki CM UJ. Ponadto jest też zastępcą kierownika Oddziału Klinicznego Okulistyki i Onkologii Okulistycznej Szpitala Uniwersyteckiego w Krakowie, gdzie od 2017 roku pełni funkcję kierownika Pracowni Angiograficzno-Retinologicznej.
Habilitowała się w 2023 roku w Śląskim Uniwersytecie Medycznym w Katowicach na podstawie oceny dorobku naukowego i pracy pod tytułem Od zrozumienia do skutecznego leczenia: rola wybranych czynników zapalnych, angiogennych i autoimmunologicznych w patogenezie centralnej surowiczej chorioretinopatii. 
Zainteresowania badawcze i kliniczne I. Karskiej-Basty dotyczą głównie diagnostyki i leczenia chorób siatkówki.
Swoje prace publikowała w czasopismach krajowych i zagranicznych, m.in. w „Graefe's Archive for Clinical and Experimental Ophthalmology", „Acta Ophthalmologica" oraz „Klinice Ocznej".
Jest członkinią m.in.: Polskiego Towarzystwa Okulistycznego, Ocular Oncology Group (OOG), European Society of Retina Specialists (EURETINA), Stowarzyszenia Retina AMD Polska oraz European Association for Vision and Eye Research (EVER)..